# Carlos Gilberto Nascimento Silva
Carlos Gilberto Nascimento Silva, meglio noto come Gil (Campos dos Goytacazes, 12 giugno 1987), è un calciatore brasiliano, difensore del Santos e della nazionale brasiliana.

## Carriera

### Club
Ha esordito nel 2009 in prima squadra dove ha collezionato, per due stagioni, 59 presenze e una rete per poi trasferirsi nel 2011 al Valenciennes.

### Nazionale
Viene convocato per la Copa América Centenario negli Stati Uniti.

## Palmarès

### Club

#### Competizioni statali
- Campionato Mineiro: 1

Cruzeiro: 2011
- Campionato paulista: 1

Corinthians: 2013

#### Competizioni nazionali
- Campeonato Brasileiro Série C: 1

Atlético Goianiense: 2008
- Campionato brasiliano: 1

Corinthians: 2015
- Coppa della Cina: 1

Shandong Luneng: 2020
- Campeonato Brasileiro Série B: 1

Santos: 2024

#### Competizioni internazionali
- Recopa Sudamericana: 1

Corinthians: 2013

### Nazionale
- Superclásico de las Américas: 1

2014

### Individuale
- Selezione del Campionato Paulista: 2013